# NumberClub
NumberClub（ナンバークラブ）は、2009年に結成された日本の音楽バンド。

## メンバー
CANDY（キャンディ　1976年10月1日） - ボーカル
- 秋田県能代市出身。
- 1996年から1999年までDAREのボーカルとして活動
- 2002年から2004年までFlow-Warのボーカルとして活動。初のB'zの前座として新人としては異例の最速の横浜国際競技場で7万5千人の前でデビューライヴ
- 2006年、元Flow-War、元WANDSのギタリスト安保一生とCANDYMANを結成。2009年解散。
- 叔父に友川かずきを持つ。

小本克也（おもとかつや）- ベース
- 19歳から音楽業界内でのキャリアをスタートさせる。MAX、知念里奈、水田辰巳、松本英子、MEGなどのライブサポートやレコーディングに参加、アマチュアでのライブ活動も行っている。

南都亮二（なんとりょうじ）- ドラムス
- WANDSが1993年から1995年に掛けて行った全国ツアーにサポートメンバーとして参加。他、黒川大輔、松本英子、eEYOなどのツアーをサポート。遊佐未森、al.ni.co、河合英里、田川伸治（DEEN）などのレコーディングにも参加している。

阿部学（あべまなぶ）- ギター
- Zweiのサポートを担当するなど、幅広く活動。自身のギター・ソロアルバムも出している。

## サポートメンバー
吉富はるか（よしとみはるか）- バイオリン
- 初期のライブおよびファーストミニアルバムの録音に参加。

## 作品
ミニアルバム
- Number.#1（2009/10/21）

* 2013年現在アルバム作成中
```
Number.#5 (2013/12/25)
```